# Ekologicky šetrný výrobek
Ekologicky šetrný výrobek je ekoznačkou České republiky používanou v národním programu environmentálního značení. Značka dává spotřebitelům možnost dobrovolně při nákupu preferovat výrobky zohledňující požadavky ochrany životního prostředí a trvale udržitelného rozvoje.

## Z historie
Systém ekoznačení vznikl v roce 1994 a od roku 2007 zahrnuje i tzv. vlastní environmentální tvrzení a environmentální prohlášení o produktu.

## Typy environmentálního značení
- I. typ environmentálního značení a prohlášení vychází z ČSN ISO 14024. Národní systém ekoznačení - např. "Ekologicky šetrný výrobek", striktně daná pravidla pro jednotlivé produktové řady
- II. typ environmentálního značení a prohlášení vychází z ČSN ISO 14021. Vlastní environmentální tvrzení, které může výrobce deklarovat sám, např. kompostovatelný, obsahující recyklovaný materiál, snížená spotřeba vody apod.
- III. typ environmentálního značení a prohlášení vychází z ČSN ISO 14025. Textový dokument shrnující environmentální aspekty ve všech fázích životního cyklu výrobku nebo služby (metoda LCA), vyžaduje nezávislé ověření třetí stranou[2]

## Udělování značky
Značku propůjčuje Ministerstvo životního prostředí ČR, které pro ekologicky šetrné výrobky připravuje i směrnice k jejich  hodnocení. Pro udělení značky jsou zavedena výběrová kritéria, které stanovují ekologické parametry výrobků jak při jejich provozu (např. emise, spotřeba energie, uvolňování chemických látek), tak během životní cyklus výrobku (např. spotřeba energie a surovin při výrobu nebo zda a jak se dá recyklovat), ale posuzuje se i obal.  Výrobce musí o udělení značky sám požádat a zaplatit určitý poplatek. Udělení značky je podmíněno certifikaci produktu nezávislou třetí stranou.
Koncem roku 2009 používalo ekoznačku přes 400 výrobků od více než 90 českých i zahraničních firem.

## Mezinárodní norma pro ekoznačky
Národní program označování ekologicky šetrných výrobků se řídí normou ISO 14024 Environmentální značky a prohlášení - Environmentální značení typu I. - Zásady a postupy, proto je česká ekoznačka uznávána jako doklad o kvalitách výrobku i v zahraničí.